# برادران بولتینگ

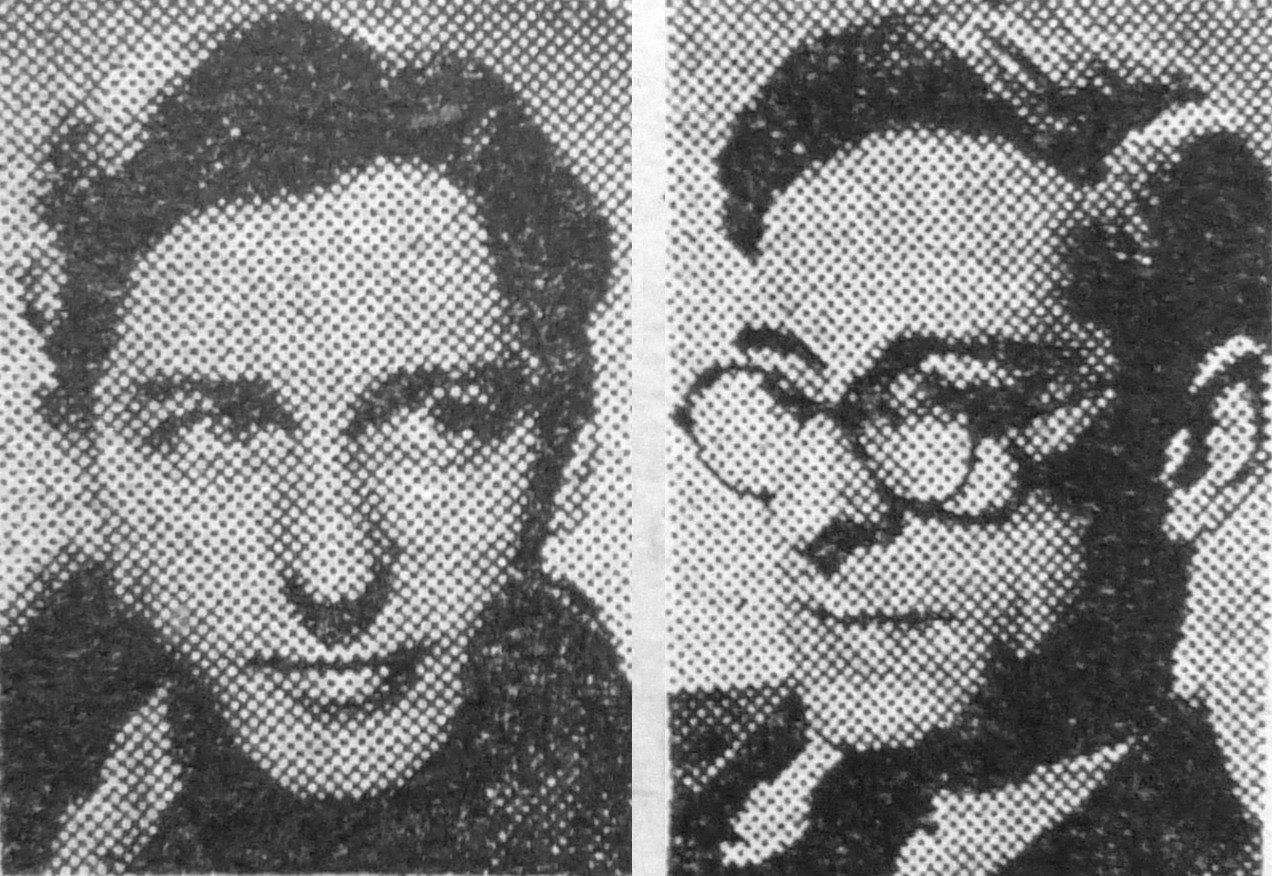
برادران بولتینگ: روی و جان در ۱۹۵۲

برادران بولتینگ (انگلیسی: Boulting brothers) جان ادوارد بولتینگ (۲۱ دسامبر ۱۹۱۳–۱۷ ژوئن ۱۹۸۵) و روی آلفرد کلارنس بولتینگ (۲۱ دسامبر ۱۹۱۳–۵ نوامبر ۲۰۰۱) که به برادران بولتینگ مشهورند، دوقلوهای فیلم‌ساز اهل بریتانیا بودند. آن‌ها در ۱۹۳۷، استودیوی خود، چارتر فیلم پروداکشن را افتتاح کردند و اوج فعالیت آن‌ها، دهه‌های ۱۹۵۰ و ۱۹۶۰ میلادی است. از آثار آن‌ها می‌توان به صخره برایتون اشاره کرد.